# Гидравлические потери
Гидравли́ческие поте́ри или гидравли́ческое сопротивле́ние — безвозвратные потери удельной энергии (переход её в теплоту) на участках гидравлических систем (систем гидропривода, трубопроводах, другом гидрооборудовании), обусловленные наличием вязкого трения. Хотя потеря полной энергии — существенно положительная величина, разность полных энергий на концах участка течения может быть и отрицательной (например, при эжекционном эффекте).
Гидравлические потери принято разделять на два вида:
- Потери на трение по длине — возникают при равномерном течении, в чистом виде — в прямых трубах постоянного сечения, они пропорциональны длине трубы;
- Местные гидравлические потери — обусловлены т. н. местными гидравлическими сопротивлениями — изменениями формы и размера канала, деформирующими поток. Примером местных потерь могут служить: внезапное расширение трубы, внезапное сужение трубы, поворот, клапан.

Гидравлические потери выражают либо в потерях напора {\displaystyle \Delta h} в линейных единицах столба среды, либо в единицах давления {\displaystyle \Delta P}: {\displaystyle \Delta h={\Delta P \over \rho g}}, где {\displaystyle \rho } — плотность среды, g — ускорение свободного падения.

## Коэффициенты потерь
Во многих случаях приближённо можно считать, что потери энергии при протекании жидкости через элемент гидравлической системы пропорциональны квадрату скорости жидкости. По этой причине удобно бывает характеризовать сопротивление безразмерной величиной ζ, которая называется коэффициент потерь или коэффициент местного сопротивления и такова, что
{\displaystyle \Delta p=\zeta {\rho w^{2} \over 2}{\mbox{, }}\Delta h=\zeta {w^{2} \over 2g}{\mbox{.}}}
То есть в предположении, что скорость w по всему сечению потока одинакова, ζ=Δp/eторм, где eторм = ρw²/2 — энергия торможения единицы объёма потока относительно канала. Реально в потоке скорость жидкости не равномерна, в справочной литературе в данных формулах принимается среднерасходная скорость w=Q/F, где Q — объёмный расход, F — площадь сечения, для которого рассчитывается скорость. Таким образом, средняя энергия торможения потока обычно несколько больше ρw²/2, см. Среднее квадратическое.
Для линейных потерь обычно пользуются коэффициентом потерь на трение по длине (также коэффициент Дарси) λ, фигурирующего в формуле Дарси — Вейсбаха
{\displaystyle \Delta h=\lambda {\frac {L}{d}}\cdot {w^{2} \over 2g}},
где L — длина элемента, d — характерный размер сечения (для круглых труб это диаметр). Иначе в единицах давления
{\displaystyle \Delta p=\lambda {\frac {L}{d}}\cdot {\rho w^{2} \over 2}};
таким образом, для линейного элемента относительной длины {\displaystyle {\frac {L}{d}}} коэффициент сопротивления трения {\displaystyle \zeta _{\text{тр}}=\lambda {L \over d}}.

## Влияние режима течения в трубах на гидравлические потери
Поскольку при турбулентном режиме течения происходит расход энергии потока на преодоление вязкости при турбулентных колебаниях, гидравлические потери при ламинарном режиме течения жидкости значительно меньше, чем при турбулентном. Так, например, если бы в системах водоснабжения и отопления при существующих скоростях движения жидкостей возможно было бы поддерживать ламинарный режим течения, то напор насосов можно было бы уменьшить в 5—10 раз. Изменение режима течения с ламинарного на турбулентный вызывает скачкообразное увеличение сопротивления (при некоторых скоростях, т.е. в некотором диапазоне чисел Рейнольдса, ламинарное течение неустойчиво, но в определённых условиях может существовать). В то же время коэффициент гидравлического сопротивления при ламинарном режиме обычно получается больше, чем при турбулентном, поскольку для ламинарных режимов характерны более низкие скорости. При ламинарном режиме сопротивление примерно линейно зависит от скорости (соответственно, коэффициент примерно линейно падает, например, в круглых трубах {\displaystyle \lambda ={\frac {64}{\mathrm {Re} }}}). При турбулентном режиме в гидравлически гладких трубах (при небольших шероховатостях и небольших Re) зависимость имеет иной характер (для круглых труб {\displaystyle \lambda ={\frac {0,3164}{\sqrt[{4}]{\mathrm {Re} }}}.}) и во всех практически реализуемых случаях лежит выше зависимости для ламинарного режима; при бо́льших числах Рейнольдса под влиянием шероховатости график λ претерпевает сложный изгиб, и начиная с некоторого критического значения при Re>Reкр (область автомодельности) λ зависит только от шероховатости.

## Значение в технике
На преодоление гидравлических потерь в различных технических системах затрачивается работа таких устройств, как насосы, компрессоры, воздуходувки.
Для уменьшения гидравлических потерь рекомендуется в конструкциях гидрооборудования избегать применения деталей, способствующих резкому изменению направления потока — например, заменять внезапное расширение трубы постепенным расширением (диффузор), придавать телам, движущимся в жидкостях, обтекаемую форму и др. Даже в абсолютно гладких трубах имеются гидравлические потери; при ламинарном режиме шероховатость мало на них влияет, однако при обычных в технике турбулентных режимах её увеличение, как правило, вызывает рост гидродинамического сопротивления. Основной способ борьбы с данным видом потерь в технике и коммунальном хозяйстве — это увеличение диаметра трубопровода.
В некоторых случаях (гравитационное отопление, бытовые АБХМ) данные потери имеют принципиальное значение, из-за чего сечение труб там значительно больше, чем могло бы показаться необходимым.
Иногда, напротив, требуется ввести гидравлическое сопротивление в поток. Для этого применяются дроссельные шайбы, газовые редукторы, редукционные и редукционно-охладительные установки, регулирующие клапаны, дроссели других конструкций, как например терморегулирующие вентили в холодильных машинах. По измерению давления на некотором элементе, график коэффициента гидравлического сопротивления которого известен, можно узнать скорость потока в некоторых распространённых типах расходомеров.